# あさイチ!
『あさイチ!』は、2000年7月3日（月）から2005年8月31日（水）まで讀賣テレビ放送(ytv)で月曜日から金曜日の早朝に生放送されていた近畿広域圏向けの情報番組。

## 放送
番組スタート当時は5:30-7:00の放送であったが、放送開始時間繰り上げや、『ズームイン!!SUPER』開始に伴う放送時間短縮を経て、最終的には5:20-6:30の時間帯に放送されていた（2003年の一時期、6:30-6:59を引き続き大阪発で放送したことがあったが不評だったため廃止された）。当初は番組内で『ジパングあさ6』の「NNNニュースジパング」を同時ネットしていた。『ズームイン!!SUPER』開始後は同番組の「新聞ナナメ読み（5時台）」を時差ネットし、「NNNニュースSUPER」を同時ネットで放送していた。
しかし番組編成上の都合などもあり、初期のメンバーが次々と異動し（後述）、その穴を埋め切れず、特に解説委員の辛坊治郎が異動してから視聴率が低下し始め、2005年8月31日（水曜）をもって番組終了。同年9月1日からは同時刻帯でメインにタレントの大平サブローを迎えた『ゲツキン!』へとリニューアルされた。

## 概要
『元気モンTV』の後継番組としてスタートした番組。番組スタート当時は、よみうりテレビアナウンサーの森武史、中元綾子、解説委員の辛坊治郎の3人が担当しており、芸能人を起用しないアナウンサーのみでの構成が目玉となっていた。後に『あさイチ!relax』放送開始に伴い、2001年9月を以って森が異動。また、『ズームイン!!SUPER』放送開始に伴い、辛坊が異動となった。これに伴い、辛坊が担当していた「新聞ナナメ読み」のコーナーも『ズームイン!!SUPER』へと移されるが、日本テレビで放送されたものを撮って出しで時差ネットする形で存続（2005年4月以降、月・火は野田稔が担当しているが、時差ネットは引き続き全曜日とも実施）。
また、『ズームイン!!SUPER』放送開始後、この番組の担当アナウンサーは同番組の近畿広域圏向けローカル放送も兼任するようになったことから担当アナウンサーが大幅に増加し、中元綾子（月〜木）のほか、脇浜紀子（月〜水）、小澤昭博（月〜水）、道浦俊彦（木・金）、大田良平（木・金）、森若佐紀子（金）、を加えた6人体制となった。月〜木は、気象予報士として米畑詩子が出演。
2005年1月からは、退社のため2004年末をもって降板した中元に代わり、森若が全曜日担当となった。
年末は短縮して放送されるほか、戦争・災害等の緊急事象の場合に、特別編成として『ズームイン!!SUPER』が臨時フルネットとなる場合もあった。
| 読売テレビ 朝のニュース番組枠                | 読売テレビ 朝のニュース番組枠              | 読売テレビ 朝のニュース番組枠              |
| 前番組                                       | 番組名                                     | 次番組                                     |
| -------------------------------------------- | ------------------------------------------ | ------------------------------------------ |
| 元気モンTV                                   | あさイチ!                                  | ゲツキン!第1部                             |
| 読売テレビ 歴代早朝のローカル情報番組        |                                            |                                            |
| 元気モンTV （1998年3月23日 - 2000年6月30日） | あさイチ! （2000年7月3日 - 2005年8月31日） | ゲツキン! （2005年9月1日 - 2006年6月30日） |